# Stage One
Stage One es el álbum debut del cantante de reggae Sean Paul. Fue lanzado el 28 de marzo de 2000.

## Lista de canciones
1. «Mental» (Prelude) - 0:47[1]
2. «She Want It» - 2:56[2]
3. «Infiltrate» - 3:29[3]
4. «Nicky» (Skit) (feat. Mr. Vegas) - 1:24[4]
5. «Haffi Get De Gal Ya (Hot Gal Today)» (feat. Mr. Vegas) - 3:15[5]
6. «Real Man» - 3:06[6]
7. «Dutty Techniques» (Skit) - 0:29[7]
8. «Check It Deeply» - 3:35[8]
9. «Mek It Go So Den» - 3:25[9]
10. «Examples Of Things Not To Do In Bed» (Skit) - 1:03[10]
11. «Deport Them» - 3:08[11]
12. «Tiger Bone» (feat. Mr. Vegas) - 2:52[12]
13. «Faded» - 3:02[13]
14. «Definite» - 3:10[14]
15. «Shineface» (Skit) - 0:33[15]
16. «Disrespect» - 3:15[16]
17. «Sound The Alarm» (feat. Looga Man) - 3:27[17]
18. «Uptowners» (Skit) - 1:03[18]
19. «No Bligh» - 3:43[19]
20. «Slap Trap» - 3:17[20]
21. «Strategy» - 3:23[21]
22. «A Word From The Honourable Minister» (Skit) - 0:19[22]
23. «Next Generation» - 3:43[23]
24. «You Must Lose» (Feat. Looga Man) - 3:25[24]
25. «Outro» - 0:49[25]

## Posicionamiento
| Listas                 | Posición |
| Top Reggae Álbum       | 2        |
| Top R&B/Hip-Hop Albums | 98       |